# Gerarctia
Gerarctia é um gênero de traça pertencente à família Arctiidae.